# 香川久
香川 久（かがわ ひさし、1965年6月23日 - ）は、日本の男性アニメーター、キャラクターデザイナー。愛媛県出身。血液型はAB型。日本アニメーター・演出協会（JAniCA）会員。
大阪美術専門学校卒業後、アニメ制作会社のムッシュ・オニオン・プロダクションでアニメーターとして働き始め、後、同郷の馬越嘉彦らと共にスタジオコクピットに移籍。『美少女戦士セーラームーンシリーズ』や『少女革命ウテナ』、『ソウルイーター』、『フレッシュプリキュア!』などに作画監督・キャラクター・デザイナーとして参加する。

## 参加作品

### テレビアニメ
1989年
- 魔法使いサリー（1989年 - 1991年、作画監督）

1992年
- 美少女戦士セーラームーン（作画監督）

1993年
- 美少女戦士セーラームーンR（作画監督）

1994年
- 美少女戦士セーラームーンS（作画監督）

1995年
- 美少女戦士セーラームーンSuperS（作画監督）
- 愛天使伝説ウェディングピーチ (1995年 - 1996年、作画監督・原画）

1996年
- るろうに剣心 -明治剣客浪漫譚-（1996年 - 1998年、原画）
- こちら葛飾区亀有公園前派出所（作画監督）

1997年
- 美少女戦士セーラームーンセーラースターズ（原画）
- 少女革命ウテナ（作画監督・原画）

1998年
- 聖ルミナス女学院（キャラクターデザイン・作画監督・原画）

1999年
- 神風怪盗ジャンヌ（キャラクターデザイン・作画監督）
- 魔法使いTai!（原画）

2000年
- ポケットモンスター（作画監督）
- ヴァンドレッド（原画）

2001年
- 機動天使エンジェリックレイヤー（作画監督・原画）
- ヴァンドレッド the second stage（作画監督・作画監督補佐・原画）

2002年
- 七人のナナ（原画）
- 最終兵器彼女（キャラクターデザイン）
- ボンバーマンジェッターズ（2002年 - 2003年、キャラクターデザイン・総作画監督）

2004年
- ゆめりあ（OP原画）
- 十兵衛ちゃん2 -シベリア柳生の逆襲-（作画監督）
- クロノクルセイド（作画監督）
- 鋼の錬金術師（原画）
- 頭文字D Fourth Stage（作画監督・原画）
- 巌窟王（作画監督補佐・原画）

2006年
- RAY THE ANIMATION（キャラクターデザイン・総作画監督・作画監督）
- エア・ギア（原画）
- 働きマン（キャラクターデザイン・総作画監督）

2007年
- ラブ★コン（OP原画）
- 湾岸ミッドナイト（キャラクターデザイン）
- CODE-E（原画）
- 太極千字文（キャラクターデザイン）

2008年
- クリスタル ブレイズ（キャラクターデザイン・総作画監督）
- ソウルイーター（作画監督）
- コードギアス 反逆のルルーシュR2（作画監督協力）
- とらドラ!（原画）

2009年
- フレッシュプリキュア!（2009年 - 2010年、キャラクターデザイン・作画監督）

2010年
- GIANT KILLING（原画）
- STAR DRIVER 輝きのタクト（原画）

2011年
- レベルE（原画）
- トリコ（2011年 - 2014年、キャラクターデザイン・総作画監督・作画監督・原画）
- 花咲くいろは（原画）
- もしドラ（原画）

2012年
- 探検ドリランド（原画）

2013年
- トリコ×ONE PIECE×ドラゴンボールZ 超コラボスペシャル!!（キャラクターデザイン（久田和也、山室直儀と共同））

2014年
- ハピネスチャージプリキュア!（歴代プリキュア原画）
- マジンボーン（作画監督・原画）
- 怪盗ジョーカー（OP原画）

2015年
- DOG DAYS''（原画）
- 長門有希ちゃんの消失（作画監督・原画）
- Go!プリンセスプリキュア（原画）

2016年
- ジョーカー・ゲーム（原画）
- タイガーマスクW（キャラクターデザイン）

2018年
- 火ノ丸相撲（2018年 - 2019年、OP・ED原画）

2019年
- ゲゲゲの鬼太郎（第6作、原画）

2020年
- 織田シナモン信長（キャラクターデザイン・総作画監督）
- ドラゴンクエスト ダイの大冒険（2020年 - 2022年、総作画監督・原画）

2022年
- デジモンゴーストゲーム（2022年 - 2023年、総作画監督・原画）

2023年
- 逃走中 グレートミッション（総作画監督・OP原画）

2024年
- ぶっちぎり?!（原画）
- グレンダイザーU（総作画監督）
- キン肉マン 完璧超人始祖編（作画監督補佐）

### 劇場アニメ
1994年
- 劇場版 美少女戦士セーラームーンS（キャラクターデザイン・作画監督）

1995年
- 美少女戦士セーラームーンSuperS セーラー9戦士集結!ブラック・ドリーム・ホールの奇跡（キャラクターデザイン・作画監督）

2000年
- 劇場版ポケットモンスター 結晶塔の帝王 ENTEI（キャラクターデザイン・総作画監督）

2005年
- 金色のガッシュベル!! メカバルカンの来襲（原画）
- 映画 ふたりはプリキュア Max Heart 2 雪空のともだち（原画）

2006年
- ブレイブ ストーリー（作画監督・原画）
- 真救世主伝説 北斗の拳 ラオウ伝 殉愛の章（キャラクターデザイン）

2009年
- 映画 プリキュアオールスターズDX みんなともだちっ☆奇跡の全員大集合!（キャラクターデザイン）
- 映画 フレッシュプリキュア! おもちゃの国は秘密がいっぱい!?（キャラクターデザイン）

2010年
- 映画 プリキュアオールスターズDX2 希望の光☆レインボージュエルを守れ!（オリジナルキャラクターデザイン・原画）
- 映画 ハートキャッチプリキュア! 花の都でファッションショー…ですか!?（作画監督補佐）
- 劇場版イナズマイレブン 最強軍団オーガ襲来（原画）

2011年
- 映画 プリキュアオールスターズDX3 未来にとどけ! 世界をつなぐ☆虹色の花（オリジナルキャラクターデザイン・原画）
- 映画ドラえもん 新・のび太と鉄人兵団 〜はばたけ 天使たち〜（原画）
- トリコ 3D 開幕!グルメアドベンチャー!!（キャラクターデザイン（山室直儀と共同））
- 手塚治虫のブッダ -赤い砂漠よ!美しく- （作画監督）

2012年
- 映画 プリキュアオールスターズNewStage みらいのともだち（オリジナルキャラクターデザイン・原画）
- 映画 プリキュアオールスターズNewStage2 こころのともだち（オリジナルキャラクターデザイン）

2013年
- 劇場版 トリコ 美食神の超秘宝（キャラクターデザイン・作画監督）

2014年
- モーレツ宇宙海賊 ABYSS OF HYPERSPACE -亜空の深淵-（原画）
- 映画 プリキュアオールスターズNewStage3 永遠のともだち（オリジナルキャラクターデザイン）

2015年
- 映画 プリキュアオールスターズ 春のカーニバル♪（オリジナルキャラクターデザイン、原画）
- 映画 Go!プリンセスプリキュア Go!Go!!豪華3本立て!!! パンプキン王国のたからもの（キャラクターデザイン・作画監督・原画）

2016年
- 映画 プリキュアオールスターズ みんなで歌う♪奇跡の魔法!（オリジナルキャラクターデザイン・原画）
- ポッピンQ（原画）

2017年
- 映画 キラキラ☆プリキュアアラモード パリッと!想い出のミルフィーユ!（作画監督補佐・原画）

2018年
- 映画 プリキュアスーパースターズ!（キャラクターデザイン・総作画監督）
- 映画 HUGっと!プリキュア♡ふたりはプリキュア オールスターズメモリーズ（オリジナルキャラクターデザイン）

2021年
- 劇場版 美少女戦士セーラームーンEternal（原画）

2022年
- ONE PIECE FILM RED（原画）

2023年
- 映画 プリキュアオールスターズF（プリキュアシリーズキャラクターデザイン・原画）
- 鬼太郎誕生 ゲゲゲの謎 （原画）

### OVA
- 魔法使いTai!（1996年、原画）
- ウェディングピーチDX (1996年、作画監督）
- アーリーレインズ（2003年、原画）
- 最終兵器彼女 Another love song（2005年、キャラクターデザイン・総作画監督・作画監督）
- きらめき☆プロジェクト（2005年、原画）
- .hack//Quantum（2011年、原画）

### ゲーム
- バトルヒート（1994年、ハドソン、PC-FX）
- VIRUS（1997年、ハドソン、セガサターン）
- ボンバーマンオンライン（2001年、ハドソン、ドリームキャスト）
- ディズニーのマジカルパーク（2002年、ハドソン、ニンテンドー ゲームキューブ）
- ボンバーマンジェッターズ（2002年、ハドソン、ニンテンドーゲームキューブ・PlayStation 2）

### 特撮
- 帰ってきた手裏剣戦隊ニンニンジャー ニンニンガールズVSボーイズ FINAL WARS（2016年、アニメパート原画[8]）

### 小説挿絵
- 小説 フレッシュプリキュア!（2016年、前川淳・著、講談社キャラクター文庫）

## 著書
- 『香川久 東映アニメーションプリキュアワークス』（一迅社、2016年7月23日発売）ISBN 978-4-7580-1515-8
- 『香川久×馬越嘉彦 バトルヒロイン作画&デザインテクニック』 （馬越嘉彦共著、玄光社、2017年5月13日発売）ISBN 978-4-7683-0856-1
- 『香川久が全力で教える「表情」の描き方』（SBクリエイティブ、2025年3月1日発売）ISBN 978-4-8156-2459-0